# Krásnohorská Dlhá Lúka
Krásnohorská Dlhá Lúka es un municipio del distrito de Rožňava en la región de Košice, Eslovaquia, con una población estimada, a fines del año 2020, de 716 habitantes. 
Se encuentra ubicado al oeste de la región, en la cuenca hidrográfica del río Hernád, y cerca de la frontera con la región de Banská Bystrica y Hungría.

## Demografía
| Año        | 1994 | 2004    | 2014    | 2024    |
| ---------- | ---- | ------- | ------- | ------- |
| Población  | 697  | 685     | 719     | 701     |
| Diferencia |      | −1,72 % | +4,96 % | −2,50 % |

| Año        | 2023 | 2024    |
| ---------- | ---- | ------- |
| Población  | 699  | 701     |
| Diferencia |      | +0,28 % |